# パーヴェル・イパートフ

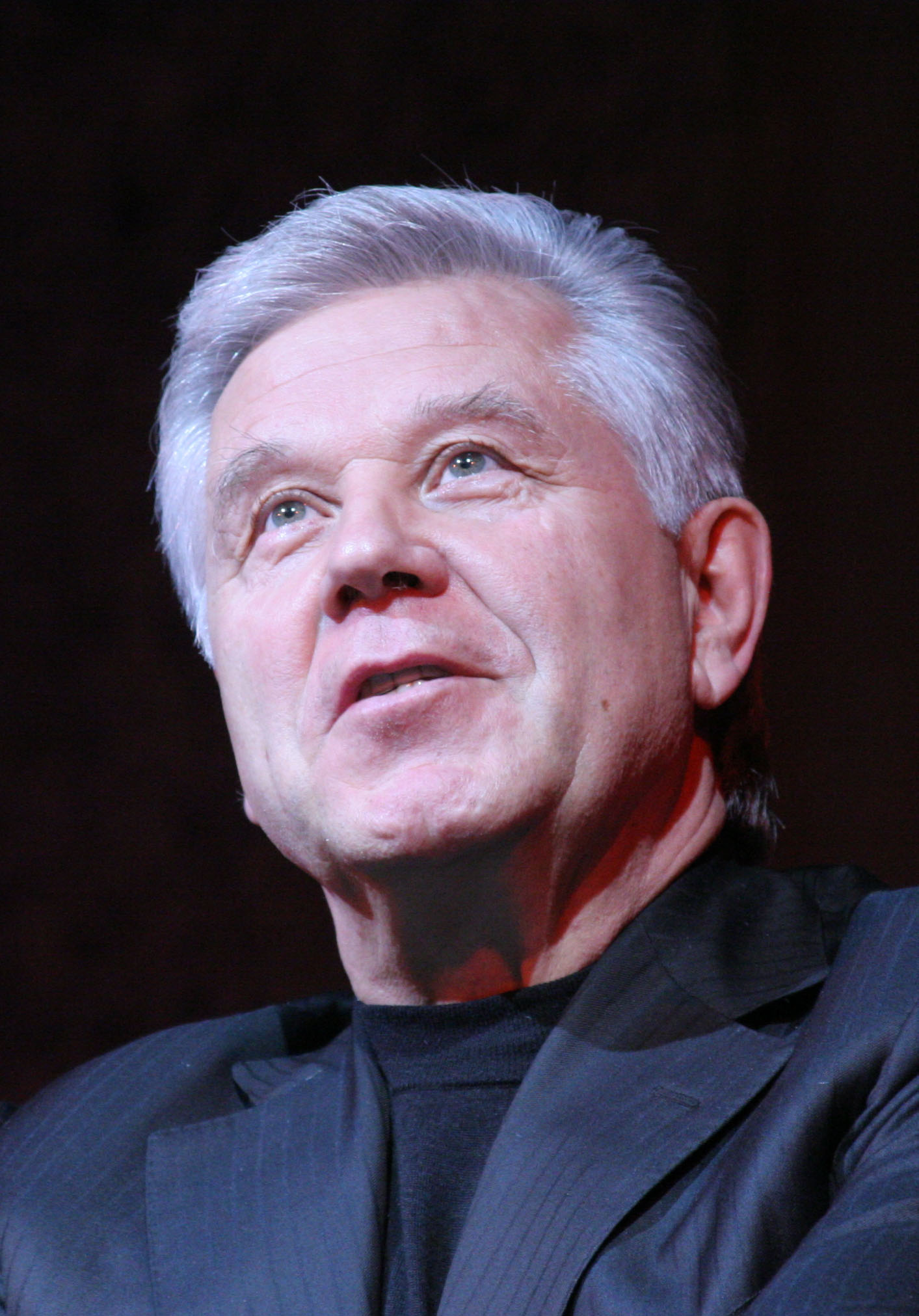

パーヴェル・レオニードヴィチ・イパートフ（ロシア語: Павел Леонидович Ипатов、Pavel Leonidvich Ipatov、1950年4月12日）は、ロシアの技師、政治家。2005年から2012年までサラトフ州知事。
1969年ウラル高等技術専門学校を卒業する。1975年ウラル工科大学エネルギー学部を卒業する。1991年プレハーノフ名称ソ連閣僚会議付属国民経済アカデミーを卒業する。
ウラル高等技術専門学校卒業後、クズネッツ金属工場で技師として勤務する。次いでクズバスの電気工場に主任技師として赴任する。その後、スラヴィックTPPとTPPウグレゴルスコイで勤務。1980年から1984年まで南ウクライナ原子力ステーション建設主任となる。1985年8月バラコヴォ原子力発電所主任技師を経て、1989年6月まで同原発所長を務めた。2002年までロスエネルゴアトム副支配人。
1996年バラコヴォ市議会議員に選出され、2期務める。この間、統一ロシアに入党し地域指導部メンバー。2005年3月3日、ウラジーミル・プーチン大統領によって、サラトフ州知事に任命されサラトフ州議会によって承認された。4月5日正式に知事に就任した。